# Little Lies
Little Lies ist ein Softrock-Song von Fleetwood Mac, der von Christine McVie und Eddy Quintela geschrieben wurde. Er erschien 1987 auf dem Album Tango in the Night.

## Geschichte
Das Stück wurde im November 1985 aufgenommen und am 29. August 1987 als Singleauskopplung veröffentlicht. Es wurde in vielen Ländern ein Top-Ten-Hit. 1987 erschien ebenfalls eine 12"-Maxisingle mit einer Extended-Dance-Version (6:07 min.) sowie einer Dub-Version (4:04 min.) auf der B-Seite. Den Remix beider Versionen mischte Michael Hutchinson. 
Auf der B-Seite befindet sich ferner das Lied Ricky (C. McVie/L. Buckingham, 4:21 min.), das auf keinem Album veröffentlicht wurde. Das Musikvideo spielt auf einem Bauernhof.

## Kommerzieller Erfolg

### Chartplatzierungen
| ChartsChartplatzierungen       | Höchstplatzierung | Wochen/ Monate |
| ------------------------------ | ----------------- | -------------- |
| Deutschland (GfK)              | 3 (17 Wo.)        | 17 Wo.         |
| Österreich (Ö3)                | 21 (1 Mt.)        | 1 Mt.          |
| Schweiz (IFPI)                 | 3 (12 Wo.)        | 12 Wo.         |
| Vereinigte Staaten (Billboard) | 4 (21 Wo.)        | 21 Wo.         |
| Vereinigtes Königreich (OCC)   | 5 (12 Wo.)        | 12 Wo.         |

| ChartsJahrescharts (1987)      | Platzierung |
| ------------------------------ | ----------- |
| Vereinigte Staaten (Billboard) | 51          |

### Auszeichnungen für Musikverkäufe
| Land/Region                  | Auszeichnungen für Musikverkäufe (Land/Region, Auszeichnung, Verkäufe) | Verkäufe  |
| ---------------------------- | ---------------------------------------------------------------------- | --------- |
| Dänemark (IFPI)              | Gold                                                                   | 45.000    |
| Neuseeland (RMNZ)            | 3× Platin                                                              | 90.000    |
| Vereinigtes Königreich (BPI) | 2× Platin                                                              | 1.200.000 |
| Insgesamt                    | 1× Gold · 5× Platin ·                                                  | 1.335.000 |

Hauptartikel: Fleetwood Mac/Auszeichnungen für Musikverkäufe

## Coverversionen
- 1997: Stevie Nicks
- 2005: Slick Rick (Tell Me Lies)
- 2006: Michelle Hunziker
- 2007: Tone Damli
- 2011: Anna Ternheim